# Enrique Thomas de Carranza
Enrique Thomas de Carranza y Luque (Madrid, 4 de mayo de 1918-Madrid, 16 de marzo de 2005) fue un político y diplomático español.

## Biografía
Nació en Madrid el 4 de mayo de 1918, entró en la carrera diplomática en el año 1946. Fue hermano de Manuel Thomas de Carranza.
Dictadura franquista
Durante la dictadura franquista llegó a ejercer de director de Radio Nacional de España y fue gobernador civil de la provincia de Toledo entre 1965 y 1969. Desempeñó a continuación el cargo de director general de Cultura Popular y Espectáculos (1969-1972), y director general de Relaciones Culturales (1972), que abandonó para ser nombrado secretario general técnico del Ministerio de Asuntos Exteriores. Fue procurador de las Cortes franquistas entre 1971 y 1977. Fue también vocal de la Hermandad Nacional de Alféreces Provisionales.
Transición
Una vez muerto el dictador, fue presidente de la Asociación Nacional para el Estudio de Problemas Actuales (ANEPA); durante su mandato se agudizó la línea conservadora de la ANEPA. Durante la Transición se destacó junto con Manuel Fraga, Cruz Martínez Esteruelas, Federico Silva Muñoz, Laureano López Rodó, Gonzalo Fernández de la Mora y Licinio de la Fuente, como uno de los siete fundadores de Alianza Popular, federación derechista concebida como alianza de dichos líderes —apodados por los periodistas como «los siete magníficos»— y creada el 9 de octubre de 1976. Thomas de Carranza, que fue cesado como presidente de ANEPA en enero de 1977, fue también presidente de la Unión Social Popular (USP), partido que se acabaría integrando dentro de Alianza Popular. Falleció en Madrid el 16 de marzo de 2005.

## Reconocimientos
- Encomienda sencilla de la Orden Imperial del Yugo y las Flechas (1950)[24]
- Cruz del Mérito Naval de tercera clase (con distintivo blanco) (1959)[25]
- Gran Cruz (con distintivo blanco) de la Orden del Mérito Militar (1969)[26]
- Gran Cruz de la Orden del Mérito Civil (1972)[27]